# Marele Premiu al Las Vegasului din 2024
Marele Premiu al Las Vegasului din 2024 (cunoscut oficial ca Formula 1 Heineken Silver Las Vegas Grand Prix 2024) a fost o cursă auto de Formula 1 ce s-a desfășurat pe 23 noiembrie 2024 pe Circuitul Las Vegas Strip din Las Vegas, Statele Unite ale Americii. Cursa a fost cea de-a douăzeci și doua etapă a Campionatului Mondial de Formula 1 FIA din 2024.
George Russell de la Mercedes a obținut pole position-ul pentru cursă, pe care a câștigat-o în fața coechipierului său Lewis Hamilton, iar Carlos Sainz Jr. de la Ferrari a completat podiumul. Max Verstappen de la Red Bull Racing a terminat pe locul cinci, asigurându-și al patrulea titlu consecutiv de campion mondial al piloților. Mercedes a obținut cea de-a 60-a clasare 1-2, prima după Marele Premiu de la São Paulo din 2022.

## Context
Liderul Campionatului Mondial al Piloților, Max Verstappen, a avut ocazia să își asigure al patrulea titlu consecutiv la acest eveniment. La încheierea Marelui Premiu din Las Vegas, ar mai fi rămas două curse din Campionatul Mondial de Formula 1 din 2024. Având în vedere că Marele Premiu al Qatarului urma să utilizeze formatul sprint, 60 de puncte ar fi fost disponibile în ultimele două etape ale Campionatului piloților. Prin urmare, Lando Norris ar fi trebuit să îl depășească pe Verstappen cu cel puțin trei puncte pentru a păstra șanse matematice de a câștiga titlul.
Verstappen ar fi fost campion mondial dacă:
- A câștigat cursa sau a terminat înaintea lui Norris.
- A terminat pe locul 3 cu cel mai rapid tur, Norris terminând pe locul 2 sau mai jos.
- A terminat pe locul 4 cu cel mai rapid tur, Norris terminând pe locul 3 sau mai jos.
- A terminat pe locul 5, Norris terminând pe locul 4 (fără cel mai rapid tur) sau mai jos.
- A terminat pe locul 6 cu Norris terminând pe locul 5 (fără cel mai rapid tur) sau mai jos.
- A terminat pe locul 7 cu Norris terminând pe locul 6 (fără cel mai rapid tur) sau mai jos.
- A terminat pe locul 8 cu Norris terminând pe locul 7 (fără cel mai rapid tur) sau mai jos.
- A terminat al 9-lea cu Norris terminând al 8-lea (fără cel mai rapid tur) sau mai jos.
- A terminat pe locul 10 cu cel mai rapid tur, Norris terminând pe locul 8 sau mai jos.
- Norris a terminat pe locul 9 (fără cel mai rapid tur) sau mai jos.

Dacă niciunul dintre aceste criterii nu ar fi fost îndeplinit, Norris ar mai fi avut șanse matematice de a câștiga titlul.
Furnizorul de anvelope Pirelli a adus compușii de anvelope C3, C4 și C5 (denumiți duri, medii și, respectiv, moi) pentru ca echipele să le folosească la eveniment.

## Calificări
Calificările au avut loc pe 22 noiembrie 2024, începând cu ora locală 22:00 PST (UTC-8), ora 08:00 23 noiembrie 2024 EET.
| Poz.                  | Nr. | Pilot            | Constructor                  | Timpi calificări | Timpi calificări | Timpi calificări | Grila finală |
| Poz.                  | Nr. | Pilot            | Constructor                  | Q1               | Q2               | Q3               | Grila finală |
| --------------------- | --- | ---------------- | ---------------------------- | ---------------- | ---------------- | ---------------- | ------------ |
| 1                     |     | George Russell   | Mercedes                     | 1:33,186         | 1:32,779         | 1:32,312         | 1            |
| 2                     | 55  | Carlos Sainz Jr. | Ferrari                      | 1:33,484         | 1:32,711         | 1:32,410         | 2            |
| 3                     | 10  | Pierre Gasly     | Alpine-Renault               | 1:33,691         | 1:32,879         | 1:32,664         | 3            |
| 4                     | 16  | Charles Leclerc  | Ferrari                      | 1:33,446         | 1:33,016         | 1:32,783         | 4            |
| 5                     | 1   | Max Verstappen   | Red Bull Racing-Honda RBPT   | 1:33,299         | 1:33,085         | 1:32,797         | 5            |
| 6                     | 4   | Lando Norris     | McLaren-Mercedes             | 1:33,592         | 1:33,099         | 1:33,008         | 6            |
| 7                     | 22  | Yuki Tsunoda     | RB-Honda RBPT                | 1:33,789         | 1:33,089         | 1:33,029         | 7            |
| 8                     | 81  | Oscar Piastri    | McLaren-Mercedes             | 1:33,450         | 1:33,024         | 1:33,033         | 8            |
| 9                     | 27  | Nico Hülkenberg  | Haas-Ferrari                 | 1:33,920         | 1:33,114         | 1:33,062         | 9            |
| 10                    | 44  | Lewis Hamilton   | Mercedes                     | 1:33,225         | 1:32,567         | 1:48,106         | 10           |
| 11                    | 31  | Esteban Ocon     | Alpine-Renault               | 1:33,968         | 1:33,221         | N/A              | 11           |
| 12                    | 20  | Kevin Magnussen  | Haas-Ferrari                 | 1:33,991         | 1:33,297         | N/A              | 12           |
| 13                    | 24  | Zhou Guanyu      | Kick Sauber-Ferrari          | 1:34,079         | 1:33,566         | N/A              | 13           |
| 14                    | 43  | Franco Colapinto | Williams-Mercedes            | 1:33,746         | 1:33,749         | N/A              | LB           |
| 15                    | 30  | Liam Lawson      | RB-Honda RBPT                | 1:34,087         | 1:34,257         | N/A              | 14           |
| 16                    | 11  | Sergio Pérez     | Red Bull Racing-Honda RBPT   | 1:34,155         | N/A              | N/A              | 15           |
| 17                    | 14  | Fernando Alonso  | Aston Martin Aramco-Mercedes | 1:34,258         | N/A              | N/A              | 16           |
| 18                    | 23  | Alexander Albon  | Williams-Mercedes            | 1:34,425         | N/A              | N/A              | 17           |
| 19                    | 77  | Valtteri Bottas  | Kick Sauber-Ferrari          | 1:34,430         | N/A              | N/A              | 19           |
| 20                    | 18  | Lance Stroll     | Aston Martin Aramco-Mercedes | 1:34,484         | N/A              | N/A              | 18           |
| Regula 107%: 1:39,709 |     |                  |                              |                  |                  |                  |              |
| Sursa:                |     |                  |                              |                  |                  |                  |              |

Note
- ^1 – Franco Colapinto s-a calificat pe locul 14, dar a fost nevoit să înceapă cursa pe linia boxelor deoarece mașina sa a fost modificată în condiții de parc închis și au fost utilizate componente suplimentare ale cutiei de viteze.[7]
- ^2 – Valtteri Bottas a primit o penalizare de cinci locuri pentru utilizarea unui al patrulea depozit de energie.[7][8]

## Cursa
Cursa a avut loc pe 23 noiembrie 2024, începând cu ora locală 22:00 PST (UTC-8), ora 08:00 24 noiembrie 2024 EET, și a durat 50 de tururi.
| Poz.                                                                     | Nr. | Pilot            | Constructor                  | Tururi | Timp/Abandon | Grilă | Puncte |
| ------------------------------------------------------------------------ | --- | ---------------- | ---------------------------- | ------ | ------------ | ----- | ------ |
| 1                                                                        | 63  | George Russell   | Mercedes                     | 50     | 1:22:05,969  | 1     | 25     |
| 2                                                                        | 44  | Lewis Hamilton   | Mercedes                     | 50     | +7,313       | 10    | 18     |
| 3                                                                        | 55  | Carlos Sainz Jr. | Ferrari                      | 50     | +11,906      | 2     | 15     |
| 4                                                                        | 16  | Charles Leclerc  | Ferrari                      | 50     | +14,283      | 4     | 12     |
| 5                                                                        | 1   | Max Verstappen   | Red Bull Racing-Honda RBPT   | 50     | +16,582      | 5     | 10     |
| 6                                                                        | 4   | Lando Norris     | McLaren-Mercedes             | 50     | +43,385      | 6     | 9      |
| 7                                                                        | 81  | Oscar Piastri    | McLaren-Mercedes             | 50     | +51,365      | 8     | 6      |
| 8                                                                        | 27  | Nico Hülkenberg  | Haas-Ferrari                 | 50     | +59,808      | 9     | 4      |
| 9                                                                        | 22  | Yuki Tsunoda     | RB-Honda RBPT                | 50     | +1:02,808    | 7     | 2      |
| 10                                                                       | 11  | Sergio Pérez     | Red Bull Racing-Honda RBPT   | 50     | +1:03,114    | 15    | 1      |
| 11                                                                       | 14  | Fernando Alonso  | Aston Martin Aramco-Mercedes | 50     | +1:09,195    | 16    |        |
| 12                                                                       | 20  | Kevin Magnussen  | Haas-Ferrari                 | 50     | +1:09,803    | 12    |        |
| 13                                                                       | 24  | Zhou Guanyu      | Kick Sauber-Ferrari          | 50     | +1:14,085    | 13    |        |
| 14                                                                       | 43  | Franco Colapinto | Williams-Mercedes            | 50     | +1:15,172    | LB    |        |
| 15                                                                       | 18  | Lance Stroll     | Aston Martin Aramco-Mercedes | 50     | +1:24,102    | 18    |        |
| 16                                                                       | 30  | Liam Lawson      | RB-Honda RBPT                | 50     | +1:31,005    | 14    |        |
| 17                                                                       | 31  | Esteban Ocon     | Alpine-Renault               | 49     | +1 tur       | 11    |        |
| 18                                                                       | 77  | Valtteri Bottas  | Kick Sauber-Ferrari          | 49     | +1 tur       | 19    |        |
| Ab                                                                       | 23  | Alexander Albon  | Williams-Mercedes            | 25     | Radiator     | 17    |        |
| Ab                                                                       | 10  | Pierre Gasly     | Alpine-Renault               | 15     | Motor        | 3     |        |
| Cel mai rapid tur: Lando Norris (McLaren-Mercedes) – 1:34,876 (turul 50) |     |                  |                              |        |              |       |        |
| Sursa:                                                                   |     |                  |                              |        |              |       |        |

Note
- ^1 – Include un punct pentru cel mai rapid tur.[10]

## Clasamentele campionatelor după cursă
|        | Poz. | Pilot            | Pct. |
| ------ | ---- | ---------------- | ---- |
|        | 1    | Max Verstappen*  | 403  |
|        | 2    | Lando Norris     | 340  |
|        | 3    | Charles Leclerc  | 319  |
|        | 4    | Oscar Piastri    | 268  |
|        | 5    | Carlos Sainz Jr. | 259  |
| Sursa: |      |                  |      |

|        | Poz. | Constructor                  | Pct. |
| ------ | ---- | ---------------------------- | ---- |
|        | 1    | McLaren-Mercedes             | 608  |
|        | 2    | Ferrari                      | 584  |
|        | 3    | Red Bull Racing-Honda RBPT   | 555  |
|        | 4    | Mercedes                     | 425  |
|        | 5    | Aston Martin Aramco-Mercedes | 86   |
| Sursa: |      |                              |      |

- Notă: Doar primele cinci locuri sunt prezentate în ambele clasamente.
- Textul îngroșat indică concurenții care mai aveau șansa teoretică de a deveni Campion Mondial. Concurenții îngroșați și marcați cu un asterisc sunt campionii mondiali din 2024.